# ناحية ماهان

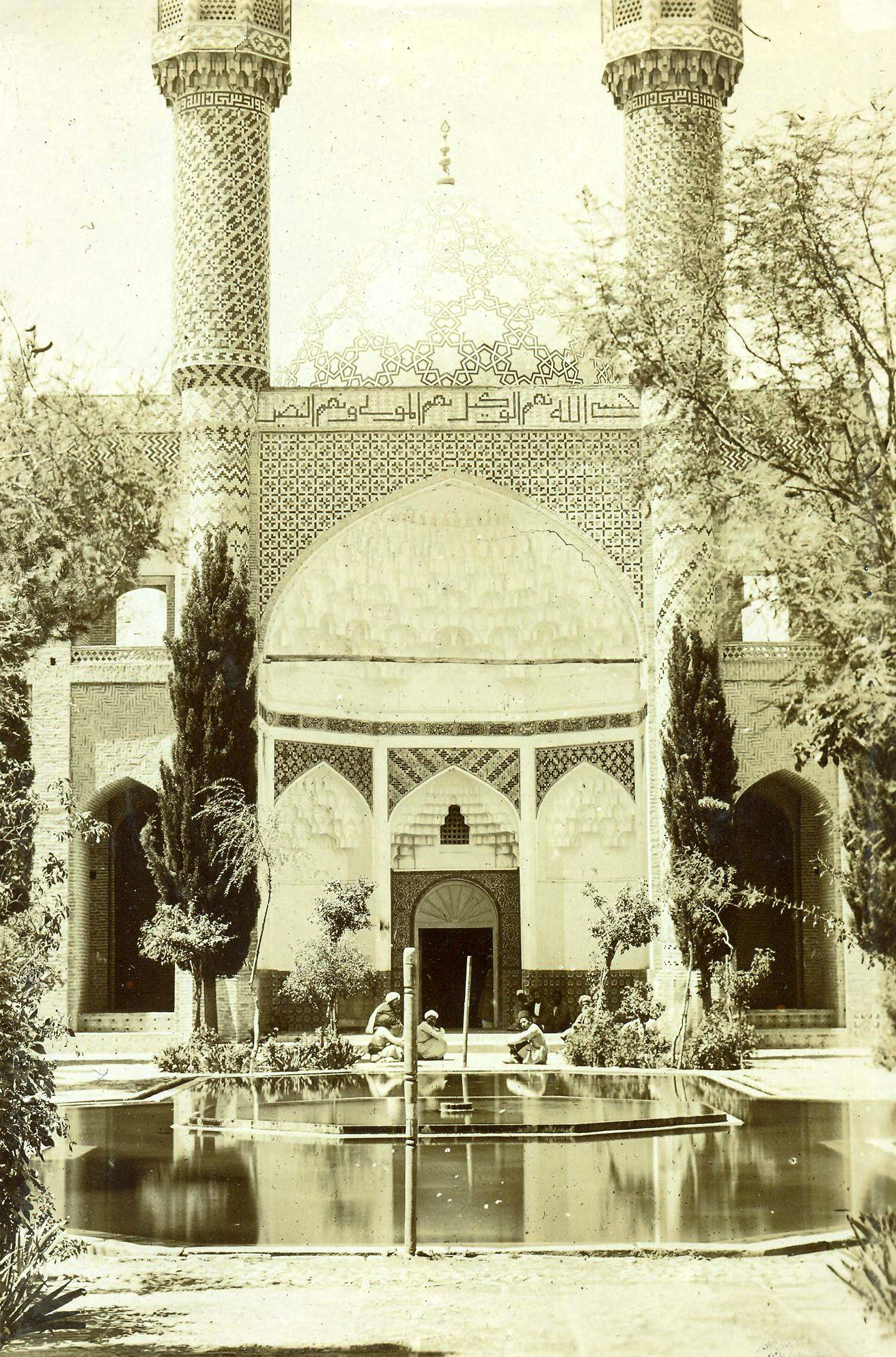

ناحية ماهان  (بالفارسية: بخش ماهان) هي إحدى النواحي (المقاطعة تنقسم لنواحي في التقسيم الإداري الإيراني) في مقاطعة كرمان التابعة لمحافظة كرمان في إيران. في تعداد عام 2006 ، كان عدد سكانها 29,923 نسمة تتبع إلى 7,607 عائلة. ناحية ماهان فيها ثلاث مدن وهي: ماهان  وجوبار ومحي أباد. وتملك ناحية ماهان قسمان ريفيان وهما: قسم ماهان الريفي ‏ وقسم قناتغستان الريفي.